# 6 Armia Ogólnowojskowa
6 Armia Ogólnowojskowa odznaczona Orderem Czerwonego Sztandaru (ros. 6 Краснознаменная общевойсковая армия) – związek operacyjny wojsk lądowych Sił Zbrojnych Federacji Rosyjskiej, stacjonujący w Zachodnim Okręgu Wojskowym.
Dowództwo i sztab stacjonuje w mieście Petersburg.
Dowództwo armii zostało sformowane na podstawie dyrektywy Ministra obrony Federacji Rosyjskiej nr 012 z 9 sierpnia 2010.
25 lutego 2022 roku 6 Armia uderzyła z terenu Rosji przez Sumy w kierunku na Kijów.

## Struktura organizacyjna
W momencie ataku na Ukrainę:
- dowództwo armii
- 47 Gwardyjska Niżniednieprowska Dywizja Pancerna
- 25 Gwardyjska  Sewastopolska Brygada Zmechanizowana
- 138 Gwardyjska  Brygada Zmechanizowana
- 200 Pieczengska Brygada Zmechanizowana